# Plava
Plava boja:
- nastaje miješanjem sljedećih boja: cijan i magenta
- ima u RGB-u vrijednost (0, 0, 255) decimalno ili 0000FF heksadecimalno
- s crvenom i žutom čini osnovne boje